# Susanna Rigacci
Susanna Rigacci (Nacka, 16 maggio 1958) è un soprano svedese naturalizzato italiano.
È nota al pubblico internazionale soprattutto per le sue esibizioni in vocalizzo dei brani delle colonne sonore dei film di Sergio Leone: Il buono, il brutto, il cattivo, C'era una volta il West, Giù la testa, scritte e dirette da Ennio Morricone, con il quale ha tenuto diversi concerti dal vivo in varie nazioni.
Ha iniziato la sua carriera di cantante lirica giovanissima affermandosi in concorsi internazionali (Sänger Förderungspreis 1985). Successivamente amplia il suo repertorio classico attivandosi con la musica contemporanea, la musica moderna e il crossover classico.

## Biografia
Susanna Rigacci, nata in Svezia, proveniente da famiglia di musicisti (il padre, nativo di Firenze, era il compositore e direttore d'orchestra Bruno Rigacci), ha concluso la sua preparazione musicale al Conservatorio Luigi Cherubini di Firenze, successivamente si è perfezionata con Gina Cigna ed Iris Adami Corradetti, sotto la cui guida si afferma ai Concorsi Internazionali 
al "Sängerförderungspreis" al Mozarteum di Salisburgo (1985), dove consegue il primo premio. Canta in sei lingue.
Susanna Rigacci si è esibita in diversi importanti teatri: in Italia al Teatro alla Scala di Milano, al Maggio Musicale Fiorentino di Firenze, a La Fenice di Venezia, al Teatro dell'Opera di Roma al Teatro San Carlo di Napoli, al Teatro Massimo di Palermo, all'Arena di Verona; all'estero: al Carnegie Hall, al Radio City Music Hall di New York, all'Opéra Comique e al Théatre Châtelet di Parigi, alla Filarmonica di Praga, al Royal Albert Hall, al Queen Elizabeth Hall di Londra, all'Opéra de Wallonie di Liegi, alla Sibelius Academy di Helsinki, alla Fundaçao Gulbenkian di Lisbona, al Wexford Festival, al Teatro Municipale di Maiorca e allo Staatsteater di Berna.
Predilige il repertorio barocco italiano, ambito nel quale conta diverse incisioni con i Solisti Veneti diretti da Claudio Scimone,(Erato) e per le case discografiche Philips e Bongiovanni. Susanna Rigacci ha poi perfezionato il suo repertorio affrontando Donizetti e Rossini.
Si dedica anche alla musica moderna e contemporanea, repertorio nel quale si è esibita alla Biennale di Venezia e al Festival di Gibellina, e cantando con l'orchestra Roma Sinfonietta, la London Sinfonietta, le orchestre della RAI di Roma, Torino e Milano, l'Orchestra dei Pomeriggi Musicali a Milano, l'Orchestra Sinfonica Siciliana. Ha interpretato Webern, Berg, Schönberg, Berio, Nono, Sciarrino e alcune composizioni di Togni, Pennisi, D'Amico, De Rossi Re in prima esecuzione. Ha cantato come protagonista nella prima italiana di La gatta inglese di Henze al Teatro Comunale di Bologna
È interprete come voce solista nell'opera teatrale di Eduardo De Filippo Padre Cicogna musicata e diretta da Nicola Piovani con Luca De Filippo voce recitante.
Nel febbraio 2011 partecipa al Festival di Sanremo 2011 come voce di accompagnamento nel brano Io confesso dei La Crus.
Nel luglio 2011 debutta nel recital "InCanto Cinema", dove interpreta brani internazionali di musica da film.
Dal 2001 è interprete, in concerti e incisioni, della musica di Ennio Morricone

## Docenze
Oltre al ruolo di soprano per l'attività concertistica, la Rigacci conduce corsi di perfezionamento come docente presso alcuni istituti e scuole musicali italiane. Professoressa accreditata di tecnica vocale alla Accademia Europea di Firenze (AEF), Susanna Rigacci è soprano di coloratura esperta nei repertori che vanno dalla musica barocca alle opere di Gioachino Rossini, Gaetano Donizetti, Wolfgang Amadeus Mozart ed altri. Insegnante anche alla Scuola di Musica di Fiesole fondata da Piero Farulli, è anche insegnante di canto lirico (Opera). Attiva nei corsi di specializzazione internazionale in cinque lingue, oltre che in italiano insegna a studenti stranieri in svedese, inglese, francese e tedesco.

## Opere ed esibizioni

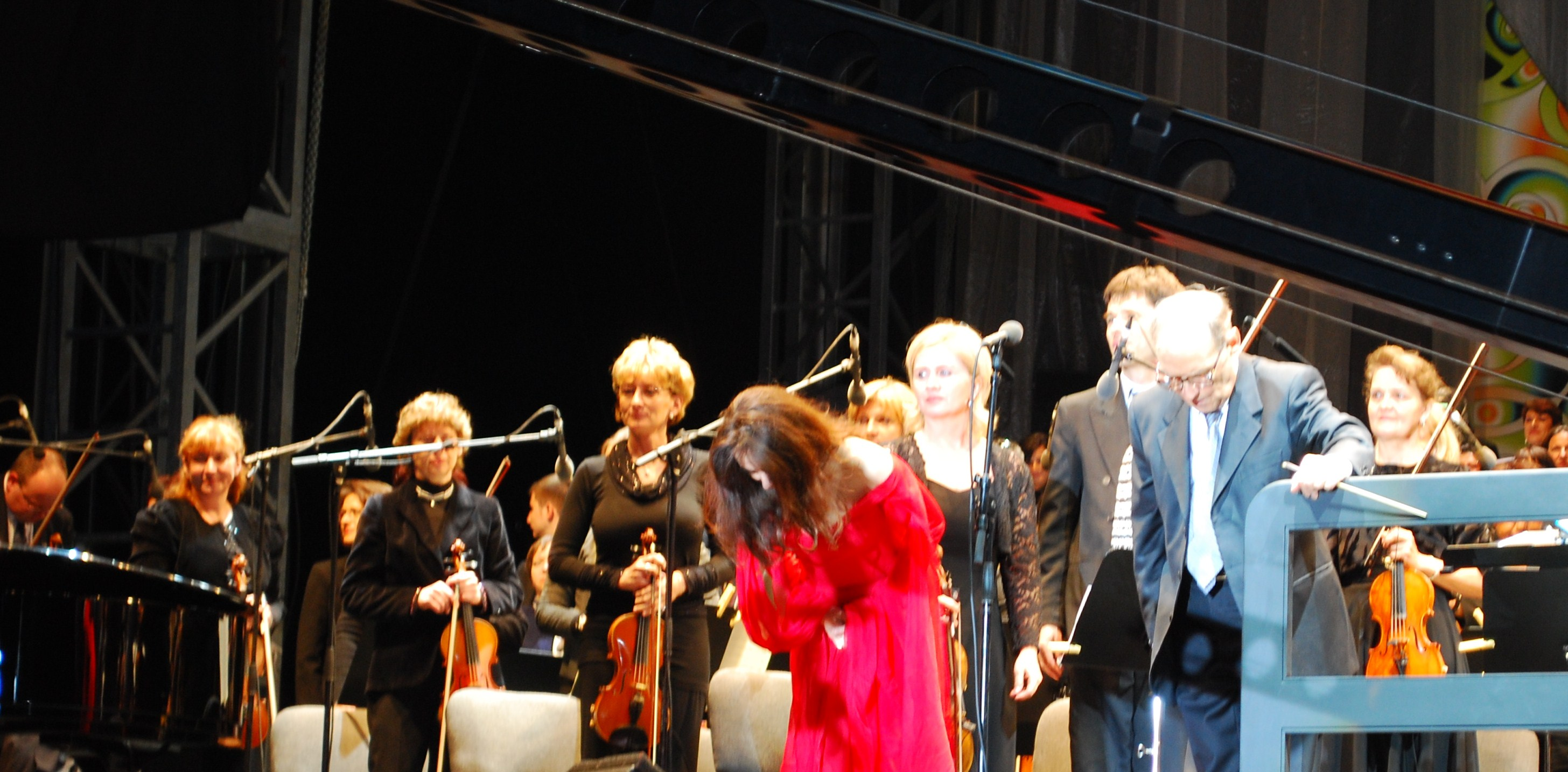
Susanna Rigacci ed Ennio Morricone al Mawazine Festival di Rabat dopo l'esibizione Ecstasy of gold (Il buono, il brutto, il cattivo) - 15 maggio 2009

### Discografia parziale
| Anno | Titolo                          | Esibizioni          |
| ---- | ------------------------------- | ------------------- |
| 2000 | Aspern Suite                    | Salvatore Sciarrino |
| 2000 | Boccherini: Gioas Re di Giuda   | Luigi Boccherini    |
| 2004 | Cantate Da Camera A Voce e B.C. | Francesco Gasparini |

### DVD
| Anno | Titolo                                                                            | Ruolo   | Dettagli                                                                                           |
| ---- | --------------------------------------------------------------------------------- | ------- | -------------------------------------------------------------------------------------------------- |
| 1985 | Don Pasquale                                                                      | Norina  | coproduzione televisiva tra la RAI Radiotelevisione Italiana e la Bibo TV tedesca                  |
| 2004 | Ennio Morricone, Arena Concerto Archiviato il 23 aprile 2016 in Internet Archive. | Soprano | concerto all'Arena di Verona. Direttore Ennio Morricone con la Orchestra Roma Sinfonietta.         |
| 2007 | Ennio Morricone, Peace Notes: Live in Venice                                      | Soprano | concerto a Piazza San Marco, Venezia. Direttore Ennio Morricone con la Orchestra Roma Sinfonietta. |